# Official U.S. PlayStation Magazine
Az Official U.S. PlayStation Magazine (gyakran OPM-ként rövidítve) egy nemzetközi videojátékokkal foglalkozó magazin volt, amit eredetileg a Ziff Davis Media adott ki. Az újság a PlayStation rajongótáborát szolgálta ki; a Sony PlayStation, a PlayStation 2, a PlayStation 3 és a PlayStation Portable játékkonzolokra megjelent játékokkal foglalkozott. Népszerű volt a játszható demó lemezek miatt, amit minden lapszámhoz mellékeltek és a Sony Computer Entertainment America-tól licencelték. Az újságot 1997 szeptemberében alapították, majd a 2007 januári lapszám után szüntették meg.

## Alkalmazottak
Az utolsó lapszámhoz közreműködő személyek:
- Főszerkesztő – Tom Byron
- Felelős szerkesztő – Dana Jongewaard
- Vezető szerkesztő – Joe Rybicki
- Előzetes rovat szerkesztője – Thierry „Scooter” Nguyen
- Hírek rovat szerkesztője – Giancarlo Varanini
- Művészeti vezető – Ryan Vulk
- Társ művészeti vezető – Alejandro Chavetta
- Demó lemez szerkesztője – Logan Parr
- Szerkesztői igazgató – John Davison

A korábbi tagok közé tartozott:
- Felelős szerkesztő – Gary Steinman
- Felelős szerkesztő – Din Perez
- Felelős szerkesztő – Dan Peluso
- Szerkesztő – Chris Baker
- Társ szerkesztő – Mark MacDonald
- Főszerkesztő – Wataru Maruyama
- Főszerkesztő – Kraig Kujawa
- Főszerkesztő – John Davison
- Pwnageness - Waffle

## Demó lemezek
Az OPM volt az első játékokkal foglalkozó magazin amihez játszható és nem játszható PlayStation játékok demóit mellékeltek. Az első lapszámtól kezdve az összes lapszámhoz mellékeltek egy lemezt, amin PlayStation játékok demói/videói voltak megtalálhatók. Például a 23. lapszám; az 1999 augusztusi lemezen a Final Fantasy VIII, a 3Xtreme, a Tiny Tank, a Jade Cocoon: Story of the Tamamayu, a Macross VF-2, a Centipede, a You Don't Know Jack és az Ultimate 8-Ball játszható demói voltak. A 49. lapszámtól (2001 október) az újsághoz PlayStation 2 demó lemezeket mellékeltek. Az 50., az 52. és az 54. lapszám volt amihez PlayStation 1 demó lemezeket mellékeltek.
Az OPM-hez csak egy PlayStation Portable demót; a Killzone Liberation-ét mellékelték. Ezt csak az újságárusoknál vásárolt újsághoz adták, az előfizetők nem kaptak belőle. Az újságot az előtt megszüntették mielőtt az PS3 demó lemezeket kezdett volna el mellékelni.

## Nemzetközi kiadások
Hasonló nemzetközi kiadás is megjelenik Finnországban, az Egyesült Királyságban, Írországban, Németországban, Franciaországban, Olaszországban, Spanyolországban, Belgiumban, Portugáliában és Ausztráliában. A belga kiadás Hollandiában is megjelenik.
Az ausztrál kiadást eredetileg kéthavonta jelentette meg a Next Media, de később havilap lett belőle. Az APC adta ki a 18. lapszám után, jelenleg pedig Derwent Howard.
A brit verzió Official Playstation 2 Magazine UK címen jelent meg. 100. lapszáma volt az utolsó.

### Blogok
- Tom Byron
- Dana Jongewaard
- Joe Rybicki
- Thierry „Scooter” Nguyen
- Giancarlo Varanini